# Вдовенко, Михаил Николаевич
Михаил Николаевич Вдовенко (1922 — 1998) — старшина Рабоче-крестьянской Красной Армии, участник Великой Отечественной войны, Герой Советского Союза (1943).

## Биография
Михаил Вдовенко родился 17 мая 1922 года в селе Клеповка (ныне — Бутурлиновский район Воронежской области) в крестьянской семье. Окончил восьмилетнюю школу. В июне 1941 года Вдовенко был призван на службу в Рабоче-крестьянскую Красную Армию. С того же года — на фронтах Великой Отечественной войны. В январе 1943 года он окончил 1-ю Борисоглебскую пехотную школу. К сентябрю 1943 года гвардии старшина Михаил Вдовенко командовал пулемётной ротой 23-й гвардейской мотострелковой бригады 7-го гвардейского танкового корпуса 3-й гвардейской танковой армии Воронежского фронта. Отличился во время битвы за Днепр.
24 сентября 1943 года в ходе форсирования бригадой Днепра в районе села Трахтемиров Каневского района Черкасской области Украинской ССР Вдовенко первым в своём подразделении переправился на западный берег реки и, заняв выгодную позицию, обеспечил успех переправы. 26-29 сентября Вдовенко принимал активное участие в боях за плацдарм, отразив семь вражеских контратак. В боях он был тяжело ранен.
Указом Президиума Верховного Совета СССР от 17 ноября 1943 года гвардии старшина Михаил Вдовенко был удостоен высокого звания Героя Советского Союза с вручением ордена Ленина и медали «Золотая Звезда».
В 1946 году Вдовенко был демобилизован. Проживал и работал в Липецке, с 1979 года был начальником учебного пункта областного совета Всероссийского пожарного общества, был также заместителем председателя обкома ДОСААФ. Скончался 26 января 1998 года.
Был также награждён двумя орденами Отечественной войны 1-й степени, орденом Красной Звезды, а также рядом медалей.